# Convocazioni per la CONCACAF Gold Cup 2013
Elenco di giocatori convocati da ciascuna Nazionale di calcio partecipante alla CONCACAF Gold Cup 2013.
Ogni squadra deve presentare un elenco composto da 23 giocatori, 3 dei quali portieri. Tra il termine della fase a gironi e l'inizio di quella finale ad eliminazione diretta le squadre qualificate per i quarti di finale possono sostituire fino ad un massimo di 4 giocatori scegliendoli tra quelli inseriti nella precedente lista provvisoria di 35 giocatori.

## Gruppo A

### Canada
Commissario tecnico:  Colin Miller
| N. | Pos. | Giocatore             | Data nascita (età)          | Pres. | Reti | Squadra               |
| -- | ---- | --------------------- | --------------------------- | ----- | ---- | --------------------- |
| 1  | P    | Lars Hirschfeld       | 17 ottobre 1978 (34 anni)   | 46    | 0    | Vålerenga             |
| 2  | C    | Nikolas Ledgerwood    | 16 gennaio 1985 (28 anni)   | 26    | 0    | Hammarby              |
| 3  | D    | Ashtone Morgan        | 9 febbraio 1991 (22 anni)   | 6     | 0    | Toronto               |
| 4  | A    | Kyle Porter           | 19 gennaio 1990 (23 anni)   | 2     | 0    | D.C. United           |
| 5  | D    | David Edgar           | 19 maggio 1987 (26 anni)    | 17    | 1    | Burnley               |
| 6  | C    | Julián de Guzmán      | 25 marzo 1981 (32 anni)     | 64    | 4    | svincolato            |
| 7  | C    | Russell Teibert       | 22 dicembre 1992 (20 anni)  | 3     | 0    | Vancouver Whitecaps   |
| 8  | A    | Will Johnson          | 21 gennaio 1987 (26 anni)   | 33    | 3    | Portland Timbers      |
| 9  | A    | Tosaint Ricketts      | 6 agosto 1987 (25 anni)     | 23    | 5    | Sandnes Ulf           |
| 10 | A    | Simeon Jackson        | 28 marzo 1987 (26 anni)     | 35    | 6    | svincolato            |
| 11 | A    | Marcus Haber          | 11 gennaio 1989 (24 anni)   | 6     | 1    | Stevenage             |
| 12 | C    | Issey Nakajima-Farran | 16 maggio 1984 (29 anni)    | 26    | 1    | Alki Larnaca          |
| 13 | C    | Pedro Pacheco         | 27 giugno 1984 (29 anni)    | 11    | 0    | Santa Clara           |
| 14 | C    | Samuel Piette         | 12 novembre 1994 (18 anni)  | 2     | 0    | Fortuna Düsseldorf II |
| 15 | C    | Kyle Bekker           | 2 settembre 1990 (22 anni)  | 5     | 0    | Toronto               |
| 16 | A    | Randy Edwini-Bonsu    | 20 aprile 1990 (23 anni)    | 4     | 0    | svincolato            |
| 17 | D    | Marcel de Jong        | 15 ottobre 1986 (26 anni)   | 23    | 1    | Augusta               |
| 18 | P    | Milan Borjan          | 23 ottobre 1987 (25 anni)   | 11    | 0    | Sivasspor             |
| 19 | D    | Adam Straith          | 11 settembre 1990 (22 anni) | 11    | 0    | svincolato            |
| 20 | D    | Doneil Henry          | 20 aprile 1993 (20 anni)    | 4     | 0    | Toronto               |
| 21 | C    | Jonathan Osorio       | 12 giugno 1992 (21 anni)    | 1     | 0    | Toronto               |
| 22 | P    | Simon Thomas          | 12 aprile 1990 (23 anni)    | 2     | 0    | Vancouver Whitecaps   |
| 23 | C    | Keven Alemán          | 25 marzo 1994 (19 anni)     | 0     | 0    | Real Valladolid       |

1. ↑  Al posto di Nana Attakora,[2] infortunato.[3]

### Martinica
Commissario tecnico:  Patrick Cavelan
| N. | Pos. | Giocatore           | Data nascita (età)          | Pres. | Reti | Squadra          |
| -- | ---- | ------------------- | --------------------------- | ----- | ---- | ---------------- |
| 1  | P    | Emmanuel Vermignon  | 20 gennaio 1989 (24 anni)   | 10    | 0    | Club Colonial    |
| 2  | D    | Nicolas Zaïre       | 7 dicembre 1986 (26 anni)   | 17    | 1    | Rivière-Pilote   |
| 3  | D    | Lionel Ravi         | 12 novembre 1985 (27 anni)  | 5     | 0    | Club Franciscain |
| 4  | C    | Daniel Hérelle      | 17 ottobre 1988 (24 anni)   | 32    | 0    | Club Colonial    |
| 5  | C    | Gaël Germany        | 10 maggio 1983 (30 anni)    | 19    | 3    | Paris            |
| 6  | D    | William Séry        | 20 marzo 1986 (27 anni)     | 7     | 0    | Raon-l'Étape     |
| 7  | A    | Steeve Gustan       | 26 novembre 1985 (27 anni)  | 0     | 0    | Club Franciscain |
| 8  | D    | Audrick Linord      | 17 aprile 1987 (26 anni)    | 11    | 0    | Romorantin       |
| 9  | A    | Frédéric Piquionne  | 8 dicembre 1978 (34 anni)   | 5     | 2    | Portland Timbers |
| 10 | A    | Kévin Tresfield     | 11 aprile 1988 (25 anni)    | 10    | 3    | Club Franciscain |
| 11 | A    | Yoann Arquin        | 15 aprile 1988 (25 anni)    | 0     | 0    | Notts County     |
| 12 | D    | Jacky Berdix        | 29 agosto 1979 (33 anni)    | 14    | 1    | Case-Pilote      |
| 13 | C    | Olivier Thomert     | 28 maggio 1980 (33 anni)    | 0     | 0    | Le Mans          |
| 14 | C    | Fabrice Reuperné    | 18 settembre 1975 (37 anni) | 24    | 1    | Golden Star      |
| 15 | C    | Jordy Delem         | 18 marzo 1993 (20 anni)     | 14    | 3    | Club Franciscain |
| 16 | P    | Loïc Chauvet        | 30 aprile 1988 (25 anni)    | 2     | 0    | Golden Star      |
| 17 | A    | Kévin Parsemain     | 12 febbraio 1988 (25 anni)  | 29    | 20   | Rivière-Pilote   |
| 18 | D    | Grégory Arnolin     | 10 novembre 1980 (32 anni)  | 0     | 0    | Sporting Gijón   |
| 19 | A    | Mathias Coureur     | 22 marzo 1988 (25 anni)     | 0     | 0    | Golden Lion      |
| 20 | C    | Stéphane Abaul      | 23 novembre 1991 (21 anni)  | 17    | 2    | Club Franciscain |
| 21 | D    | Sébastien Crétinoir | 12 febbraio 1986 (27 anni)  | 22    | 0    | Club Colonial    |
| 22 | D    | Jean-Sylvain Babin  | 14 ottobre 1986 (26 anni)   | 0     | 0    | Alcorcón         |
| 23 | P    | Kévin Olimpa        | 10 marzo 1988 (25 anni)     | 3     | 0    | Bordeaux         |

### Messico
Commissario tecnico:  José de la Torre
| N. | Pos. | Giocatore              | Data nascita (età)          | Pres. | Reti | Squadra       |
| -- | ---- | ---------------------- | --------------------------- | ----- | ---- | ------------- |
| 1  | P    | Jonathan Orozco        | 12 maggio 1986 (27 anni)    | 2     | 0    | Monterrey     |
| 2  | D    | Israel Jiménez         | 13 agosto 1989 (23 anni)    | 5     | 0    | Tigres UANL   |
| 3  | D    | Leobardo López         | 4 settembre 1983 (29 anni)  | 9     | 1    | Monterrey     |
| 4  | D    | Joel Huiqui            | 18 febbraio 1983 (30 anni)  | 9     | 1    | Morelia       |
| 5  | D    | Dárvin Chávez          | 21 novembre 1989 (23 anni)  | 3     | 0    | Monterrey     |
| 6  | C    | Carlos Peña            | 29 marzo 1990 (23 anni)     | 2     | 0    | León          |
| 7  | C    | Javier Cortés          | 20 luglio 1989 (23 anni)    | 2     | 0    | UNAM          |
| 8  | C    | Luis Montes            | 16 maggio 1986 (27 anni)    | 1     | 0    | León          |
| 9  | A    | Raúl Jiménez           | 5 maggio 1991 (22 anni)     | 9     | 0    | América       |
| 10 | A    | Marco Fabián           | 21 luglio 1989 (23 anni)    | 4     | 1    | Guadalajara   |
| 11 | A    | Rafael Márquez Lugo    | 2 novembre 1981 (31 anni)   | 11    | 1    | Guadalajara   |
| 12 | P    | Alfredo Talavera       | 18 settembre 1982 (30 anni) | 11    | 0    | Toluca        |
| 13 | D    | Adrián Aldrete         | 14 giugno 1988 (25 anni)    | 9     | 0    | América       |
| 14 | C    | Jorge Enríquez         | 8 gennaio 1991 (22 anni)    | 5     | 0    | Guadalajara   |
| 15 | D    | Efraín Velarde         | 18 aprile 1986 (27 anni)    | 1     | 0    | UNAM          |
| 16 | C    | Miguel Ponce           | 12 aprile 1989 (24 anni)    | 2     | 0    | Guadalajara   |
| 17 | A    | Isaác Brizuela         | 28 agosto 1990 (22 anni)    | 0     | 0    | Toluca        |
| 18 | D    | Juan Carlos Valenzuela | 15 marzo 1984 (29 anni)     | 9     | 0    | América       |
| 19 | D    | Miguel Layún           | 25 giugno 1988 (25 anni)    | 0     | 0    | América       |
| 20 | D    | Jair Pereira           | 7 luglio 1986 (27 anni)     | 0     | 0    | Cruz Azul     |
| 21 | A    | Javier Orozco          | 16 novembre 1987 (25 anni)  | 3     | 0    | Santos Laguna |
| 22 | D    | Alejandro Castro       | 27 marzo 1987 (26 anni)     | 0     | 0    | Cruz Azul     |
| 23 | P    | Moisés Muñoz           | 1º febbraio 1980 (33 anni)  | 8     | 0    | América       |
| 24 | C    | José María Cárdenas    | 2 aprile 1985 (28 anni)     | 3     | 1    | Morelia       |

1. ↑  Sostituisce Dárvin Chávez dopo la fase a gironi.[5]

### Panamá
Commissario tecnico:  Julio César Dely Valdés
| N. | Pos. | Giocatore         | Data nascita (età)          | Pres. | Reti | Squadra                |
| -- | ---- | ----------------- | --------------------------- | ----- | ---- | ---------------------- |
| 1  | P    | Jaime Penedo      | 26 settembre 1981 (31 anni) | 85    | 0    | Municipal              |
| 2  | D    | Leonel Parris     | 13 giugno 1982 (31 anni)    | 15    | 0    | Tauro                  |
| 3  | D    | Harold Cummings   | 1º marzo 1992 (21 anni)     | 14    | 0    | Árabe Unido            |
| 4  | D    | Carlos Rodríguez  | 12 aprile 1990 (23 anni)    | 15    | 0    | Chepo                  |
| 5  | D    | Román Torres      | 20 marzo 1986 (27 anni)     | 69    | 2    | Millonarios            |
| 6  | C    | Gabriel Gómez     | 29 maggio 1984 (29 anni)    | 85    | 9    | Junior                 |
| 7  | A    | Blas Pérez        | 13 marzo 1981 (32 anni)     | 76    | 29   | Dallas                 |
| 8  | C    | Marcos Sánchez    | 23 dicembre 1989 (23 anni)  | 22    | 2    | Tauro                  |
| 9  | A    | Gabriel Torres    | 31 ottobre 1988 (24 anni)   | 35    | 2    | Zamora                 |
| 10 | C    | Eybir Bonaga      | 19 maggio 1986 (27 anni)    | 18    | 2    | MFK Ružomberok         |
| 11 | A    | Cecilio Waterman  | 13 aprile 1991 (22 anni)    | 2     | 0    | Fénix                  |
| 12 | P    | Luis Mejía        | 16 marzo 1991 (22 anni)     | 11    | 0    | Fénix                  |
| 13 | D    | Jean Cedeño       | 9 luglio 1985 (27 anni)     | 20    | 0    | Alianza Panamá         |
| 14 | C    | Juan Pérez        | 1º gennaio 1980 (33 anni)   | 35    | 0    | Tauro                  |
| 15 | P    | Álex Rodríguez    | 5 agosto 1990 (22 anni)     | 2     | 0    | Sporting San Miguelito |
| 16 | A    | Rolando Blackburn | 9 gennaio 1990 (23 anni)    | 12    | 3    | Häcken                 |
| 17 | D    | Roderick Miller   | 3 aprile 1992 (21 anni)     | 9     | 0    | San Francisco          |
| 18 | C    | Jairo Jiménez     | 7 gennaio 1993 (20 anni)    | 1     | 0    | Elche                  |
| 19 | C    | Alberto Quintero  | 18 dicembre 1987 (25 anni)  | 33    | 3    | Chorrillo              |
| 20 | C    | Aníbal Godoy      | 10 febbraio 1990 (23 anni)  | 34    | 0    | Chepo                  |
| 21 | D    | Richard Dixon     | 28 marzo 1992 (21 anni)     | 0     | 0    | Sporting San Miguelito |
| 23 | D    | Roberto Chen      | 24 maggio 1994 (19 anni)    | 2     | 0    | San Francisco          |

## Gruppo B

### El Salvador
Commissario tecnico:  Agustín Castillo
| N. | Pos. | Giocatore             | Data nascita (età)          | Pres. | Reti | Squadra                |
| -- | ---- | --------------------- | --------------------------- | ----- | ---- | ---------------------- |
| 1  | P    | Dagoberto Portillo    | 16 novembre 1979 (33 anni)  | 26    | 0    | Luis Ángel Firpo       |
| 2  | D    | Xavier García         | 26 giugno 1990 (23 anni)    | 36    | 1    | Luis Ángel Firpo       |
| 3  | D    | Víctor Turcios        | 13 aprile 1988 (25 anni)    | 37    | 1    | RoPS                   |
| 4  | D    | Steve Purdy           | 5 febbraio 1985 (28 anni)   | 14    | 1    | Chivas USA             |
| 5  | D    | José Miguel Granadino | 28 settembre 1988 (24 anni) | 6     | 0    | FAS                    |
| 6  | C    | Richard Menjívar      | 31 dicembre 1990 (22 anni)  | 6     | 0    | Atlanta Silverbacks    |
| 7  | C    | Darwin Cerén          | 31 dicembre 1989 (23 anni)  | 12    | 1    | Juventud Independiente |
| 8  | C    | Osael Romero          | 8 aprile 1986 (27 anni)     | 74    | 16   | Alianza                |
| 9  | A    | Rafael Burgos         | 3 giugno 1988 (25 anni)     | 28    | 10   | Ried                   |
| 10 | C    | Kevin Santamaria      | 21 gennaio 1991 (22 anni)   | 1     | 0    | Santa Tecla            |
| 11 | A    | Rodolfo Zelaya        | 3 luglio 1988 (25 anni)     | 33    | 13   | Alanija Vladikavkaz    |
| 12 | C    | Andrés Flores         | 31 agosto 1990 (22 anni)    | 27    | 0    | Isidro Metapán         |
| 13 | D    | Alexander Larín       | 27 giugno 1992 (21 anni)    | 7     | 0    | FAS                    |
| 14 | A    | Dustin Corea          | 21 marzo 1992 (21 anni)     | 1     | 0    | Skive                  |
| 15 | C    | Darwin Bonilla        | 6 agosto 1990 (22 anni)     | 5     | 0    | Águila                 |
| 16 | D    | Marcelo Posadas       | 24 luglio 1989 (23 anni)    | 0     | 0    | Santa Tecla            |
| 17 | A    | Léster Blanco         | 17 febbraio 1989 (24 anni)  | 30    | 5    | Marathón               |
| 18 | P    | Benji Villalobos      | 15 luglio 1988 (24 anni)    | 8     | 0    | Águila                 |
| 19 | C    | Gerson Mayen          | 9 febbraio 1989 (24 anni)   | 3     | 0    | FAS                    |
| 20 | A    | Odir Flores           | 1º luglio 1986 (27 anni)    | 2     | 0    | Alianza                |
| 21 | C    | Néstor Renderos       | 10 settembre 1988 (24 anni) | 2     | 0    | FAS                    |
| 22 | P    | Derby Carrillo        | 19 settembre 1987 (25 anni) | 3     | 0    | Santa Tecla            |
| 23 | D    | Mardoqueo Henríquez   | 24 maggio 1987 (26 anni)    | 33    | 0    | Águila                 |

1. ↑  Al posto di Jaime Alas.[2]
2. ↑  Al posto di Isidro Gutiérrez.[2]

### Haiti
Commissario tecnico:  Israel Blake Cantero
| N. | Pos. | Giocatore             | Data nascita (età)          | Pres. | Reti | Squadra                 |
| -- | ---- | --------------------- | --------------------------- | ----- | ---- | ----------------------- |
| 1  | P    | Frandy Montrévil      | 14 gennaio 1982 (31 anni)   | 8     | 0    | Valencia de Leogane     |
| 2  | C    | Jean-Sony Alcenat     | 23 gennaio 1986 (27 anni)   | 45    | 5    | Petrolul Ploiești       |
| 3  | D    | Mechack Jérôme        | 21 aprile 1990 (23 anni)    | 24    | 0    | Sporting Kansas City    |
| 4  | C    | Charles Hérold Junior | 23 luglio 1990 (22 anni)    | 11    | 1    | Tempête                 |
| 5  | D    | Jean-Jacques Pierre   | 23 gennaio 1981 (32 anni)   | 56    | 5    | Caen                    |
| 6  | D    | Kevin Lafrance        | 13 gennaio 1990 (23 anni)   | 11    | 2    | Baník Most              |
| 7  | C    | Jeff Louis            | 8 agosto 1992 (20 anni)     | 9     | 0    | Nancy                   |
| 8  | D    | Judelin Aveska        | 21 ottobre 1987 (25 anni)   | 32    | 1    | Independiente Rivadavia |
| 9  | A    | Kervens Belfort       | 16 maggio 1992 (21 anni)    | 11    | 5    | Le Mans                 |
| 10 | A    | Jean Philippe Peguero | 29 settembre 1981 (31 anni) | 26    | 21   | Don Bosco               |
| 11 | A    | Jean-Eudes Maurice    | 21 giugno 1986 (27 anni)    | 12    | 9    | Le Mans                 |
| 12 | C    | Peterson Joseph       | 24 aprile 1990 (23 anni)    | 15    | 0    | Sporting Kansas City    |
| 13 | C    | Jean Monuma           | 1º aprile 1982 (31 anni)    | 25    | 4    | Racing Haïtien          |
| 14 | P    | Julien Jospy          | 3 giugno 1983 (30 anni)     | 1     | 0    | Cavaly                  |
| 15 | C    | Yves Desmarets        | 17 luglio 1979 (33 anni)    | 2     | 0    | Belenenses              |
| 16 | C    | Jean Alexandre        | 24 agosto 1986 (26 anni)    | 25    | 2    | Orlando City            |
| 18 | A    | Leonel Saint-Preux    | 12 maggio 1985 (28 anni)    | 38    | 6    | FELDA United            |
| 19 | D    | Kim Jaggy             | 14 novembre 1982 (30 anni)  | 4     | 1    | Wil                     |
| 20 | D    | Olrish Saurel         | 13 settembre 1985 (27 anni) | 18    | 2    | Antigua Barracuda       |
| 21 | D    | Wilde Donald Guerrier | 31 marzo 1989 (24 anni)     | 14    | 2    | América des Cayes       |
| 22 | D    | Ricardo Ade           | 21 maggio 1990 (23 anni)    | 0     | 0    | Baltimore               |
| 23 | C    | Pascal Millien        | 3 maggio 1986 (27 anni)     | 12    | 1    | Sligo Rovers            |

### Honduras
Commissario tecnico:  Luis Suárez
Presenze e reti aggiornate al 18 giugno 2013.
| N. | Pos. | Giocatore          | Data nascita (età)         | Pres. | Reti | Squadra              |
| -- | ---- | ------------------ | -------------------------- | ----- | ---- | -------------------- |
| 1  | P    | José Mendoza       | 13 aprile 1989 (24 anni)   | 1     | 0    | Platense             |
| 2  | D    | Osman Chávez       | 29 luglio 1984 (28 anni)   | 47    | 0    | Wisła Cracovia       |
| 3  | D    | Brayan Beckeles    | 28 novembre 1985 (27 anni) | 12    | 1    | Olimpia              |
| 4  | D    | Johnny Palacios    | 8 marzo 1988 (25 anni)     | 15    | 0    | Olimpia              |
| 5  | D    | José Velásquez     | 8 dicembre 1989 (23 anni)  | 3     | 0    | Victoria             |
| 6  | D    | Juan Carlos García | 8 marzo 1988 (25 anni)     | 24    | 1    | Olimpia              |
| 7  | A    | Diego Reyes        | 7 luglio 1992 (21 anni)    | 0     | 0    | Real Sociedad        |
| 8  | C    | Gerson Rodas       | 6 luglio 1990 (23 anni)    | 0     | 0    | Real España          |
| 9  | A    | Jerry Palacios     | 1º novembre 1981 (31 anni) | 16    | 4    | Alajuelense          |
| 10 | C    | Mario Martínez     | 30 luglio 1989 (23 anni)   | 31    | 3    | Seattle Sounders     |
| 11 | A    | Rony Martínez      | 16 ottobre 1988 (24 anni)  | 0     | 0    | Real Sociedad        |
| 12 | D    | Orlin Peralta      | 12 febbraio 1990 (23 anni) | 4     | 0    | Motagua              |
| 13 | D    | Nery Medina        | 5 agosto 1981 (31 anni)    | 12    | 0    | Motagua              |
| 14 | C    | Andy Najar         | 16 marzo 1993 (20 anni)    | 5     | 0    | Anderlecht           |
| 15 | C    | Mario Berríos      | 29 maggio 1982 (31 anni)   | 16    | 0    | Marathón             |
| 16 | C    | Alexander López    | 6 maggio 1992 (21 anni)    | 3     | 0    | Olimpia              |
| 17 | C    | Marvin Chávez      | 3 novembre 1983 (29 anni)  | 32    | 3    | San Jose Earthquakes |
| 18 | P    | Kevin Hernández    | 21 dicembre 1985 (27 anni) | 2     | 0    | Real España          |
| 19 | C    | Wilmer Fuentes     | 21 aprile 1992 (21 anni)   | 2     | 0    | Marathón             |
| 20 | C    | Jorge Claros       | 8 gennaio 1986 (27 anni)   | 37    | 2    | Hibernian            |
| 21 | A    | Roger Rojas        | 9 giugno 1990 (23 anni)    | 18    | 3    | Olimpia              |
| 22 | P    | Donis Escober      | 3 febbraio 1980 (33 anni)  | 21    | 0    | Olimpia              |
| 23 | C    | Edder Delgado      | 20 novembre 1986 (26 anni) | 18    | 0    | Real España          |
| 24 | D    | Erick Norales      | 11 febbraio 1985 (28 anni) | 29    | 2    | Marathón             |

1. ↑  Al posto di Luis Garrido.[2]
2. ↑  Sostituisce Johnny Palacios dopo la fase a gironi.[5]

### Trinidad e Tobago
Commissario tecnico:  Stephen Hart
| N. | Pos. | Giocatore            | Data nascita (età)          | Pres. | Reti | Squadra             |
| -- | ---- | -------------------- | --------------------------- | ----- | ---- | ------------------- |
| 1  | P    | Marvin Phillip       | 1º agosto 1984 (28 anni)    | 41    | 0    | Central             |
| 3  | D    | Joevin Jones         | 3 agosto 1991 (21 anni)     | 28    | 0    | W Connection        |
| 5  | D    | Carlyle Mitchell     | 8 agosto 1987 (25 anni)     | 18    | 0    | Vancouver Whitecaps |
| 6  | D    | Daneil Cyrus         | 15 dicembre 1990 (22 anni)  | 28    | 0    | W Connection        |
| 7  | C    | Chris Birchall       | 4 maggio 1984 (29 anni)     | 42    | 4    | Port Vale           |
| 8  | C    | Khaleem Hyland       | 5 giugno 1989 (24 anni)     | 33    | 3    | Genk                |
| 9  | A    | Kenwyne Jones        | 5 ottobre 1984 (28 anni)    | 52    | 7    | Stoke City          |
| 10 | C    | Kevin Molino         | 17 giugno 1990 (23 anni)    | 17    | 3    | Orlando City        |
| 11 | C    | Carlos Edwards       | 24 ottobre 1978 (34 anni)   | 83    | 4    | Ipswich Town        |
| 12 | C    | Darryl Roberts       | 26 settembre 1983 (29 anni) | 25    | 6    | Samsunspor          |
| 13 | A    | Cornell Glen         | 21 ottobre 1980 (32 anni)   | 66    | 23   | Shillong Lajong     |
| 14 | C    | André Boucaud        | 10 ottobre 1984 (28 anni)   | 8     | 0    | Notts County        |
| 16 | C    | Kevon Carter         | 14 ottobre 1983 (29 anni)   | 29    | 5    | Defence Force       |
| 17 | D    | Justin Hoyte         | 20 novembre 1984 (28 anni)  | 2     | 0    | Middlesbrough       |
| 18 | C    | Densill Theobald     | 27 giugno 1982 (31 anni)    | 93    | 2    | Caledonia AIA       |
| 19 | C    | Keon Daniel          | 16 gennaio 1987 (26 anni)   | 56    | 13   | Philadelphia Union  |
| 20 | D    | Seon Power           | 2 febbraio 1984 (29 anni)   | 40    | 2    | Chainat             |
| 21 | P    | Jan-Michael Williams | 26 ottobre 1984 (28 anni)   | 49    | 0    | St. Ann's Rangers   |
| 22 | P    | Cleon John           | 25 ottobre 1981 (31 anni)   | 3     | 0    | Defence Force       |
| 23 | A    | Jamal Gay            | 9 febbraio 1989 (24 anni)   | 18    | 7    | Caledonia AIA       |
| 25 | D    | Aubrey David         | 11 ottobre 1990 (22 anni)   | 10    | 1    | Caledonia AIA       |
| 26 | D    | Curtis Gonzalez      | 26 gennaio 1989 (24 anni)   | 11    | 0    | Defence Force       |
| 27 | C    | Kevan George         | 30 gennaio 1990 (23 anni)   | 0     | 0    | Columbus Crew       |
| 32 | D    | Radanfah Abu Bakr    | 12 febbraio 1987 (26 anni)  | 10    | 1    | Vostok              |

1. ↑  Sostituisce Khaleem Hyland dopo la fase a gironi.[5]

## Gruppo C

### Belize
Commissario tecnico:  Ian Mork
| N. | Pos. | Giocatore          | Data nascita (età)          | Pres. | Reti | Squadra                   |
| -- | ---- | ------------------ | --------------------------- | ----- | ---- | ------------------------- |
| 1  | P    | Woodrow West       | 19 settembre 1985 (27 anni) | 14    | 0    | Belmopan Bandits          |
| 2  | C    | David Trapp        | 5 agosto 1981 (31 anni)     | 13    | 0    | Belmopan Bandits          |
| 3  | C    | Trevor Lennan      | 5 giugno 1983 (30 anni)     | 17    | 1    | Police United             |
| 5  | D    | Kahlil Velasquez   | 13 agosto 1985 (27 anni)    | 1     | 0    | Belize Defence Force      |
| 6  | A    | Evan Mariano       | 20 gennaio 1988 (25 anni)   | 7     | 0    | Police United             |
| 7  | D    | Ian Gaynair        | 26 febbraio 1986 (27 anni)  | 27    | 0    | Belmopan Bandits          |
| 8  | D    | Elroy Smith        | 30 novembre 1981 (31 anni)  | 31    | 2    | Deportes Savio            |
| 9  | A    | Deon McCauley      | 20 settembre 1987 (25 anni) | 26    | 16   | Belmopan Bandits          |
| 10 | A    | Harrison Róchez    | 29 novembre 1983 (29 anni)  | 28    | 4    | Marathón                  |
| 11 | A    | Michael Salazar    | 15 novembre 1992 (20 anni)  | 0     | 0    | Riverside Highlanders     |
| 12 | D    | Cristobal Gilharry | 2 settembre 1980 (32 anni)  | 7     | 0    | FC Belize                 |
| 13 | D    | Dalton Eiley       | 10 dicembre 1983 (29 anni)  | 24    | 0    | Placencia Assassins       |
| 14 | C    | Andrés Makin       | 11 aprile 1992 (21 anni)    | 4     | 0    | Police United             |
| 16 | A    | Ashley Torres      | 15 settembre 1985 (27 anni) | 4     | 0    | Placencia Assassins       |
| 18 | D    | Everal Trapp       | 22 gennaio 1987 (26 anni)   | 13    | 0    | Verdes                    |
| 20 | A    | Daniel Jiménez     | 14 aprile 1988 (25 anni)    | 14    | 2    | Belize Defence Force      |
| 22 | P    | Frank Lopez        | 3 marzo 1989 (24 anni)      | 0     | 0    | Belize Defence Force      |
| 23 | D    | Tyrone Pandy       | 14 gennaio 1986 (27 anni)   | 7     | 0    | Belize Defence Force      |
| 24 | A    | Lennox Castillo    | 19 novembre 1985 (27 anni)  | 3     | 0    | Police United             |
| 25 | C    | Devon Makin        | 11 novembre 1990 (22 anni)  | 5     | 0    | Paradise/Freedom Fighters |
| 27 | P    | Shane Orio         | 7 agosto 1980 (32 anni)     | 22    | 0    | Marathón                  |
| 28 | C    | Harrison Tasher    | 5 gennaio 1985 (28 anni)    | 11    | 0    | Belize Defence Force      |
| 30 | C    | Luis Torres        | 14 giugno 1994 (19 anni)    | 2     | 0    | Placencia Assassins       |

1. ↑  Al posto di Elroy Kuylen.[2]

### Costa Rica
Commissario tecnico:  Jorge Luis Pinto
| N. | Pos. | Giocatore           | Data nascita (età)          | Pres. | Reti | Squadra            |
| -- | ---- | ------------------- | --------------------------- | ----- | ---- | ------------------ |
| 1  | P    | Leonel Moreira      | 8 gennaio 1990 (23 anni)    | 3     | 0    | Herediano          |
| 2  | D    | Kendall Waston      | 1º gennaio 1988 (25 anni)   | 0     | 0    | Saprissa           |
| 3  | C    | Giancarlo González  | 8 febbraio 1988 (25 anni)   | 23    | 2    | Vålerenga          |
| 4  | D    | Michael Umaña       | 16 luglio 1982 (30 anni)    | 69    | 1    | Saprissa           |
| 5  | A    | Celso Borges        | 27 maggio 1988 (25 anni)    | 49    | 11   | AIK                |
| 6  | D    | Juan Diego Madrigal | 21 maggio 1987 (26 anni)    | 5     | 0    | Saprissa           |
| 7  | C    | Mauricio Castillo   | 17 marzo 1992 (21 anni)     | 4     | 0    | Saprissa           |
| 8  | A    | Kenny Cunningham    | 7 giugno 1985 (28 anni)     | 6     | 1    | The Strongest      |
| 9  | A    | Álvaro Saborío      | 22 marzo 1982 (31 anni)     | 85    | 30   | Real Salt Lake     |
| 10 | C    | Osvaldo Rodríguez   | 17 dicembre 1990 (22 anni)  | 7     | 0    | Santos de Guápiles |
| 11 | C    | Michael Barrantes   | 4 ottobre 1983 (29 anni)    | 46    | 2    | Aalesund           |
| 12 | A    | Yendrick Ruiz       | 4 dicembre 1987 (25 anni)   | 1     | 0    | Herediano          |
| 13 | C    | Ariel Rodríguez     | 22 aprile 1986 (27 anni)    | 12    | 0    | Alajuelense        |
| 14 | D    | Christopher Meneses | 2 maggio 1990 (23 anni)     | 11    | 0    | Norrköping         |
| 15 | D    | Júnior Díaz         | 12 settembre 1983 (29 anni) | 52    | 1    | Magonza            |
| 16 | D    | Carlos Johnson      | 17 marzo 1984 (29 anni)     | 11    | 0    | Cartaginés         |
| 17 | C    | Yeltsin Tejeda      | 17 marzo 1992 (21 anni)     | 11    | 0    | Saprissa           |
| 18 | P    | Patrick Pemberton   | 24 maggio 1982 (31 anni)    | 12    | 0    | Alajuelense        |
| 19 | D    | Roy Miller          | 24 novembre 1984 (28 anni)  | 41    | 1    | New York Red Bulls |
| 20 | C    | Rodney Wallace      | 17 giugno 1988 (25 anni)    | 14    | 3    | Portland Timbers   |
| 21 | C    | Esteban Granados    | 14 febbraio 1987 (26 anni)  | 9     | 0    | Herediano          |
| 22 | A    | Jairo Arrieta       | 25 agosto 1983 (29 anni)    | 12    | 3    | Columbus Crew      |
| 23 | P    | Luis Torres         | 16 marzo 1985 (28 anni)     | 0     | 0    | Cartaginés         |

1. ↑  Al posto di Johnny Acosta.[2]

### Cuba
Commissario tecnico:  Walter Benítez
| N. | Pos. | Giocatore            | Data nascita (età)         | Pres. | Reti | Squadra             |
| -- | ---- | -------------------- | -------------------------- | ----- | ---- | ------------------- |
| 1  | P    | Odelín Molina        | 3 agosto 1974 (38 anni)    | 107   | 0    | Villa Clara         |
| 2  | D    | Michel Márquez       | 7 aprile 1987 (26 anni)    |       |      | Isla de La Juventud |
| 3  | C    | Yénier Márquez       | 3 gennaio 1979 (34 anni)   | 88    | 10   | Villa Clara         |
| 4  | D    | Yasmani López        | 11 ottobre 1987 (25 anni)  |       |      | Ciego de Avila      |
| 5  | D    | Jorge Luís Clavelo   | 8 agosto 1982 (30 anni)    | 27    | 2    | Villa Clara         |
| 6  | D    | Yoel Colomé          | 15 ottobre 1982 (30 anni)  | 21    | 2    | La Habana           |
| 7  | C    | Armando Coroneaux    | 2 luglio 1985 (28 anni)    | 14    | 4    | Camagüey            |
| 8  | C    | Jaime Colomé         | 30 giugno 1979 (34 anni)   | 63    | 10   | La Habana           |
| 9  | A    | José Ciprian Alfonso | 28 marzo 1984 (29 anni)    |       |      | Pinar del Rio       |
| 10 | C    | Miguel Ángel Sánchez | 2 agosto 1987 (25 anni)    |       |      | Isla de La Juventud |
| 11 | C    | Ariel Martínez       | 9 maggio 1986 (27 anni)    | 21    | 3    | Sancti Spíritus     |
| 12 | P    | Julio Ramos Pichardo | 10 gennaio 1990 (23 anni)  | 1     | 0    | Las Tunas           |
| 13 | D    | Jorge Luís Corrales  | 20 maggio 1991 (22 anni)   | 1     | 0    | Pinar del Rio       |
| 14 | D    | Aliannis Urgellés    | 25 giugno 1985 (28 anni)   | 23    | 1    | Guantánamo          |
| 15 | D    | Renay Malblanche     | 8 agosto 1991 (21 anni)    | 1     | 0    | Holguín             |
| 16 | D    | Ángel Horta          | 17 marzo 1984 (29 anni)    |       |      | Camagüey            |
| 17 | A    | Alexei Zuásnabar     | 24 aprile 1985 (28 anni)   | 5     | 0    | Cienfuegos          |
| 18 | C    | Liván Pérez          | 8 maggio 1990 (23 anni)    |       |      | Camagüey            |
| 19 | C    | Dairon Blanco        | 10 febbraio 1992 (21 anni) |       |      | Las Tunas           |
| 20 | C    | Alberto Gómez        | 12 febbraio 1988 (25 anni) | 3     | 0    | Guantánamo          |
| 21 | P    | Disovelis Guerra     | 21 agosto 1989 (23 anni)   |       |      | Artemisa            |
| 22 | A    | Yaandri Puga         | 3 gennaio 1988 (25 anni)   |       |      | Isla de La Juventud |
| 23 | C    | Jesús Rodríguez      | 23 ottobre 1988 (24 anni)  |       |      | Ciego de Avila      |

### Stati Uniti
Commissario tecnico:  Jürgen Klinsmann
| N. | Pos. | Giocatore             | Data nascita (età)         | Pres. | Reti | Squadra              |
| -- | ---- | --------------------- | -------------------------- | ----- | ---- | -------------------- |
| 1  | P    | Nick Rimando          | 17 giugno 1979 (34 anni)   | 6     | 0    | Real Salt Lake       |
| 2  | D    | Édgar Castillo        | 8 ottobre 1986 (26 anni)   | 10    | 0    | Club Tijuana         |
| 3  | D    | Corey Ashe            | 14 marzo 1986 (27 anni)    | 0     | 0    | Houston Dynamo       |
| 4  | C    | Michael Orozco        | 7 febbraio 1986 (27 anni)  | 5     | 1    | Puebla               |
| 5  | D    | Oguchi Onyewu         | 13 maggio 1982 (31 anni)   | 66    | 6    | Málaga               |
| 6  | C    | Joe Corona            | 9 luglio 1990 (22 anni)    | 4     | 0    | Club Tijuana         |
| 7  | D    | DaMarcus Beasley      | 24 maggio 1982 (31 anni)   | 103   | 17   | Puebla               |
| 8  | C    | Mikkel Diskerud       | 2 ottobre 1990 (22 anni)   | 3     | 1    | Rosenborg            |
| 9  | A    | Hérculez Gómez        | 6 aprile 1982 (31 anni)    | 21    | 5    | Club Tijuana         |
| 10 | A    | Landon Donovan        | 4 marzo 1982 (31 anni)     | 144   | 49   | Los Angeles Galaxy   |
| 11 | C    | Stuart Holden         | 1º maggio 1985 (28 anni)   | 19    | 2    | Bolton Wanderers     |
| 12 | P    | Sean Johnson          | 9 luglio 1990 (22 anni)    | 4     | 0    | Chicago Fire         |
| 13 | D    | Tony Beltran          | 2 ottobre 1990 (22 anni)   | 3     | 1    | Real Salt Lake       |
| 14 | C    | Kyle Beckerman        | 1º agosto 1985 (27 anni)   | 19    | 2    | Real Salt Lake       |
| 15 | D    | Michael Parkhurst     | 24 gennaio 1984 (29 anni)  | 11    | 0    | Augusta              |
| 16 | C    | José Francisco Torres | 29 ottobre 1987 (25 anni)  | 20    | 0    | Tigres UANL          |
| 17 | A    | Will Bruin            | 24 ottobre 1989 (23 anni)  | 1     | 0    | Houston Dynamo       |
| 18 | A    | Jack McInerney        | 5 agosto 1992 (20 anni)    | 0     | 0    | Philadelphia Union   |
| 19 | A    | Chris Wondolowski     | 29 gennaio 1983 (30 anni)  | 9     | 0    | San Jose Earthquakes |
| 20 | C    | Alejandro Bedoya      | 29 aprile 1987 (26 anni)   | 14    | 0    | Helsingborg          |
| 21 | D    | Clarence Goodson      | 17 maggio 1982 (31 anni)   | 36    | 3    | San Jose Earthquakes |
| 22 | P    | Bill Hamid            | 25 novembre 1990 (22 anni) | 1     | 0    | D.C. United          |
| 23 | C    | Brek Shea             | 28 febbraio 1990 (23 anni) | 17    | 0    | Stoke City           |
| 24 | D    | Omar Gonzalez         | 11 ottobre 1988 (24 anni)  | 11    | 0    | Los Angeles Galaxy   |
| 25 | D    | Matt Besler           | 11 febbraio 1987 (26 anni) | 7     | 0    | Sporting Kansas City |
| 26 | A    | Eddie Johnson         | 31 marzo 1984 (29 anni)    | 53    | 15   | Seattle Sounders FC  |
| 27 | A    | Alan Gordon           | 16 ottobre 1981 (31 anni)  | 1     | 0    | San Jose Earthquakes |

1. ↑  Al posto di Josh Gatt.[2]
2. ↑  Sostituisce Corey Ashe dopo la fase a gironi.[5]
3. ↑  Sostituisce Oguchi Onyewu dopo la fase a gironi.[5]
4. ↑  Sostituisce Jack McInerney dopo la fase a gironi.[5]
5. ↑  Sostituisce Hérculez Gómez dopo la fase a gironi.[5]